# Station Illiers-Combray
Station Illiers-Combray is een spoorwegstation in de Franse gemeente Illiers-Combray.